# Atlantic County
Atlantic County är ett administrativt område i delstaten New Jersey, USA. Atlantic är ett av 21 countys i delstaten och ligger i den sydöstra delen av New Jersey. År 2010 hade Atlantic County 274 549 invånare. Den administrativa huvudorten (county seat) är Mays Landing.

## Geografi
Enligt United States Census Bureau har countyt en total area på 1 739 km². 1 453 km² av den arean är land och 286 km² är vatten.

### Angränsande countyn
- Burlington County - nord
- Camden County - nordväst
- Cape May County - syd
- Cumberland County - sydväst
- Gloucester County - nordväst
- Ocean County - nordöst